# Darwin's Waiting Room
Darwin's Waiting Room was een Amerikaanse nu metalband uit Miami, Florida.

## Bezetting
Laatste bezetting
- Jabe - vocals (1995-2004)
- Michael 'Grimm' Falk (zang, rapping, 1995-2004)
- Eddie 'The Kydd' Rendini (leadgitaar, 1996-2004, †2015)
- Alex Cando (basgitaar, 1996-2004)
- Joe 'Johnny 5' Perrone (drums, 1997-2004)

Voormalige leden
- John Carpenter (drums, 1996-1997)
- David Broder (ritmegitaar, 1999-2000)
- Seneca 'Sensquatch' Konturas (leadgitaar, achtergrondzang, 1996)
- Seth '≤16' Horan (basgitaar, achtergrondzang, 1996)

## Geschiedenis
Darwin's Waiting Room werd geformeerd in 1995 en onderging verschillende bezettingswijzigingen voordat de band begin 2000 consolideerde. Ze tekenden bij MCA Records en brachten in 2001 hun debuutalbum Orphan uit, dat dat jaar piekte op #19 in de Billboard Heatseekers hitlijst. Na het succes van het album scoorden ze airplay met de single Feel So Stupid (Table 9) op MTV2, MTVX en Much Music en toerden ze met Godsmack, Deftones, Nonpoint en Machine Head. Een tweede poging, Apology Accepted, volgde in 2003, maar werd nooit officieel vrijgegeven. 
Na het uiteenvallen van de band startten zowel Jabe als Joe de nieuwe band 75 Winters, die sindsdien ook werd ontbonden. Eveneens rond deze tijd trad Rendini toe tot de band Cold uit Jacksonville (Florida) om later dat jaar weer te vertrekken. In 2005 trad bassist Alex Cando toe tot de band Five Bolt Main uit Louisville (Kentucky) met de voormalige Flaw-zanger Chris Volz. De band stopte ermee eind 2006, toen Flaw de beslissing nam om zich te herenigen. Cando sloot zich vervolgens aan bij Flaw voor hun reünietournee, om daarna medio 2007 uit elkaar te gaan. Hij speelt nu basgitaar voor de band Silence Is Broken uit Illinois. In 2009 begon Grimm een nieuw muziekproject op te nemen met de Zuid-Florida producent Ozny uit New Era en plaatste het nieuwe nummer W2MC (Sunny Weather, Shady People) van zijn aankomende album op zijn Myspace. Op 30 januari 2015 overleed voormalig bandlid Eddie Rendini.

## Discografie
- 1996: Darwin's Waiting Room
- 2001: Orphan
- 2003: Apology Accepted (gelekt op internet)